# Filo di Kirschner

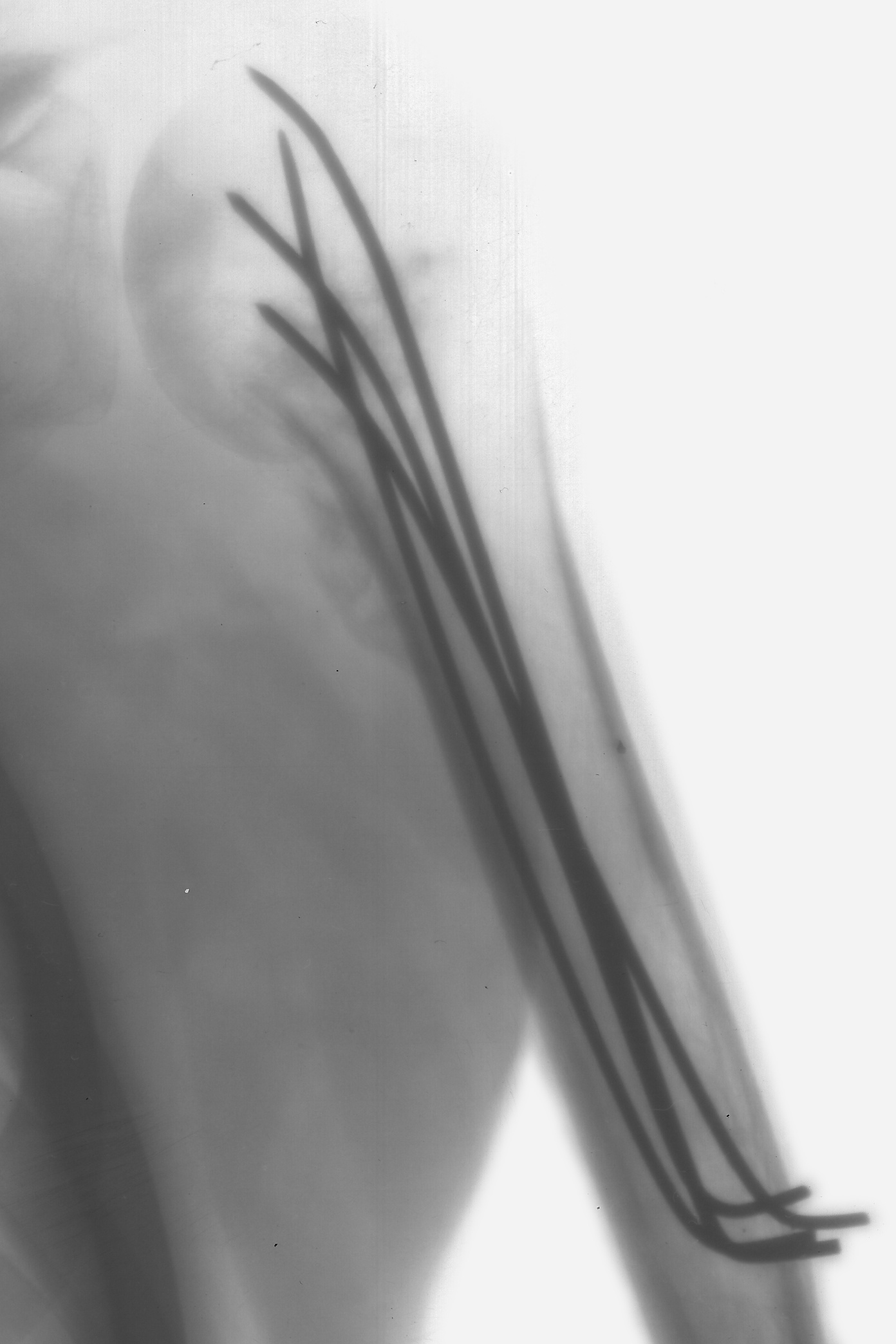
Radiografia di un omero: sono visibili quattro fili di Kirschner

Il filo di Kirschner (detto anche K-wire) è un filo rigido e sottile che viene usato in chirurgia ortopedica per immobilizzare frammenti ossei migrati dalla loro sede originale in seguito, per esempio, ad una frattura scomposta.
La tecnica è stata introdotta nel 1909 dal chirurgo Martin Kirschner, inventore della prima procedura non invasiva nel trattamento delle fratture complesse.